# Mütiilation
Mütiilation — французская блэк-метал-группа, состоявшая из одного человека (one-man band). Была создана Мейна’хом в 1991 году, во время обучения в старших классах, чуть позже вошла в состав объединения «Les Légions Noires».

## История

### Начало и Les Légions Noires
Mütiilation появились в 1991 году. В составе тогда пребывали Мейна’х, Дарк Визард оф Сайленс и басист по имени Давид. Они записали несколько демо как трио, пока в 1994 Давид не ушёл из группы. Именно в это время Mütiilation примыкает к «Les Légions Noires», и первым релизом в их составе служит миньон Hail Satanas We Are The Black Legions.
Вскоре на смену Дарк Визарду пришёл Крисс «Krissagrazabeth» Овенан (Kriss Auvenant), который был участником группы вплоть до альбома Vampires of Black Imperial Blood. Затем Крисс был вынужден покинуть страну из-за переезда родителей, в среде «Чёрных легионов» этот поступок был воспринят как предательство.
В группу был приглашен Mørdrëd, в таком составе Mütiilation предстаёт на страницах журнала Чёрная Чума — Часть первая (И, возможно, последняя), изданного «Les Légions Noires».
В 1996 году Мейна’х покидает ряды «Les Légions Noires», устав от музыки и поднявшегося ажиотажа вокруг объединения. Группа прекращает существование.

### Возрождение
В 1999 году Мейна’х начинает вновь заниматься музыкальным творчеством, выпустив на французском лейбле Drakkar Productions компиляцию неопубликованных ранее вещей, именуемую Remains of a Ruined, Dead, Cursed Soul. Мейна’х делает несколько заявлений:
Я пережил время и смерть, чтобы встретиться с тобой… Всё остановилось в 1996, когда детские группы правили Чёрной сценой, а старые true банды были похоронены под слоем коммерческого дерьма. Мне было тошно смотреть на путь, по которому шёл блэк-метал! После четырёх лет упадничества и депрессии, я сыт по горло детскими группами, занимающими моё место, так что пришло время вернуться и распространить Зло! Старые культовые банды должны преобладать и показать этому миру: они выживут в любом тренде. Мы должны уничтожить легкомысленных, «правильных» свиней, делающих блэк-метал общественным и простым. Кто они такие, чтоб забирать нашу славу? В прошлом я сказал: мы увидим через несколько лет, кто будет на вершине, а кто нет. Но меня похоронили слишком быстро, так что я здесь, и я останусь, чтобы вы страдали! Пускай древнее пламя загорится вновь — Виллиам «Мейна’х» Руссель.
И Mütiilation возвращается в 2001 году с новым материалом Black Millenium (Grimly Reborn). Группа являлась сольным проектом, и Мейна’х по-прежнему использовал некоторые символы «Les Légions Noires».
Mütiilation дали несколько концертов, среди которых самым известным является концерт в Гермендорфе (Германия). В качестве сессионных музыкантов выступали участники французской формации Celestia.
7 декабря 2009 года на сайте группы было объявлено о её закрытии. В 2014 году Mütiilation была опять возрождена, но в 2017 снова закрыта. 
В марте 2024 года Мейна'х написал в Facebook о возобновлении проекта и анонсировал выход нового альбома.

## Дискография

### Полноформатные альбомы
- Vampires of Black Imperial Blood (1995)
- Black Millenium (Grimly Reborn) (2001)
- Majestas Leprosus (2003)
- Rattenkönig (2005)
- Sorrow Galaxies (2007)
- Black Metal Cult (2024)

### Демо
- Rehearsal 1992 (1992)
- Rites through the Twilight of Hell (1992)
- Ceremony of the Black Cult (1993)
- Evil — The Gestalt of Abomination (1993)
- Cursed (Rehearsal 1994) (1994)
- Satanist Styrken (1994)
- Black Imperial Blood (Travel) (1994)
- Rehearsal 2001 (2001)
- Destroy Your Life for Satan (2001)

### Мини-альбомы, сплиты и компиляции
- Hail Satanas We Are The Black Legions (1994)
- Promo (1995)
- Remains of a Ruined, Dead, Cursed Soul (1999)
- New False Prophet (2000)
- Split with Deathspell Omega (2002)
- 1992-2002: Ten Years of Depressive Destruction (2003)
- From the Entrails to the Dirt (Part II) (2005)
- Mütiilation Split With Drowning The Light And Satanic Warmaster (2007)

### Неофициальные бутлеги
- Live In Germendorf, Germany (07/07/2001)
- Live In Marseilles, France (06/23/2001)
- Possessed and Immortal (2002)
- Black Wind of War (2004)
- Black Legions Metal
- Dawn of the Fallen Angel
- Desecrate Jesus Name
- Grim Rebirth